# 大師與瑪格麗特 (2024年電影)
大师与瑪格麗特（羅馬化：Master i Margarita）是一部由迈克尔·洛克申执导的俄罗斯奇幻剧情片，改编自米哈伊尔·布尔加科夫的同名小说。 主演包括奥古斯特·迪赫饰演神秘外国人沃兰德，他来到莫斯科、叶夫根尼·齐加诺夫饰演主角“大师”、尤利娅·斯尼吉尔饰演瑪格麗特，大师的情人、克拉斯·邦饰演本丢·彼拉多。
该片于2021年拍摄，但由于俄罗斯入侵乌克兰，上映日期多次推迟，最终于2024年1月25日首映。该片获得了影评人和观众普遍好评，迅速成为俄罗斯有史以来票房最高的18+评级电影，并跻身票房总榜第七名，票房超过23亿卢布（约2700万美元）， 尽管俄罗斯国家媒体与官员对该片进行了攻击。

## 剧情简介
在1930年代的莫斯科，一位著名作家的作品突然被苏联当局审查，其关于本丢·彼拉多的剧作首演也因意识形态原因被取消。他被逐出蘇聯作家協會，迅速沦为无以为生的边缘人。
在情人瑪格麗特的激励下，他开始创作新小说，将现实中人物以讽刺的方式重构。小说的核心人物是沃兰德，一位神秘黑暗力量的化身，以“游客”身份造访苏联莫斯科，替作家向曾伤害他的人展开复仇。
随着作家愈加沉浸在小说之中，他将自己和瑪格麗特也写入其中，最终逐渐分不清现实与幻想的界限。